# Canal de Martinica
O Canal de Martinica é um estreito no Mar das Caraíbas que separa São Vicente e Granadinas a norte de Granada a sul.